# The Lost Children (canción de Michael Jackson)
«The Lost Children» (literalmente: Los niños perdidos) es una canción escrita y producida por el artista estadounidense Michael Jackson, lanzada en su décimo y último álbum de estudio en vida, Invincible publicado el 30 de octubre de 2001. Es la decimocuarta pista del álbum, y su contenido está impregnado de mensajes humanitarios que evocan la compasión hacia los niños desaparecidos, un tema recurrente en la carrera de Jackson. La canción refleja el profundo interés de Jackson por los derechos de los niños y su deseo de un mundo mejor para ellos.

## Composición y producción
Michael Jackson escribió y produjo The Lost Children en solitario, como la mayoría de las pistas en Invincible. La canción fue grabada en el 2001 en los estudios Hit Factory de Nueva York y los Record Plant Studios en Los Ángeles. Jackson tenía un compromiso constante con temas sociales, especialmente con los niños, lo que lo llevó a escribir varias canciones de este tipo a lo largo de su carrera, como Heal the World y Earth Song.
La canción fue elaborada con una producción detallada y emocional, en la que Jackson utilizó sonidos ambientales suaves y arreglos orquestales que enfatizan el tono melancólico. Su producción minimalista crea una atmósfera introspectiva y reflexiva.

## Letra y significado
La letra de The Lost Children es una metáfora que denuncia la vulnerabilidad y el sufrimiento de los niños en situaciones de riesgo. Jackson canta sobre aquellos que han sido abandonados o que están perdidos en un mundo que no los protege adecuadamente. La canción hace referencia tanto a los niños desaparecidos físicamente como a aquellos que han sido emocionalmente descuidados por la sociedad.
Una interpretación más profunda sugiere que Jackson también hace una crítica al sistema de bienestar infantil y la falta de recursos para cuidar a los niños vulnerables. En el coro, Jackson y un coro infantil entonan una plegaria para los niños perdidos, transmitiendo una mezcla de esperanza y desesperación.

## Estructura musical y estilo
The Lost Children es una balada mid-tempo que mezcla elementos de pop, R&B, góspel y balada, con elementos mucho menos marcados de soft rock, soul, pop orquestral, New Age, Adult contemporary, música cinematográfica, pop barroco, Ambient, World music, folk-pop, música coral, música sacra y pop acústico. Está escrita en la tonalidad de si mayor y tiene un tempo moderado de 84 pulsaciones por minuto con un doble tiempo de 168 pulsaciones por minuto. La progresión de acordes en la canción es simple pero efectiva, lo que permite que la melodía y las letras tomen el protagonismo.
El uso de arreglos orquestales, como cuerdas y vientos suaves, le otorgan un aire cinematográfico y emotivo. La producción también incluye coros de niños que refuerzan el mensaje de la canción, ofreciendo una atmósfera de ternura y vulnerabilidad.
La producción minimalista de Jackson busca centrarse en el mensaje de la canción más que en la complejidad musical. Este enfoque recuerda a canciones como Speechless o Don't Walk Away, donde la simplicidad musical refuerza el impacto emocional.

## Recepción crítica
A pesar de no ser lanzada como sencillo, The Lost Children recibió críticas mixtas. Rolling Stone elogió la sinceridad de Jackson al abordar temas sociales complejos, pero criticó su enfoque musical, describiendo la canción como "tierna pero predecible". Otros críticos, como los de AllMusic, comentaron que, aunque la canción tiene un mensaje poderoso, se siente menos impactante comparada con otras obras del álbum, como Unbreakable o Threatened.Michael, en una entrevista realizada el 26 de octubre de 2001 por el crítico musical Anthony DeCurtis de Rolling Stone y GetMusic, dice:

DeCurtis: ¿Cual es tu canción favorita del nuevo álbum?
Jackson: Mi canción favorita del nuevo álbum... ¿Pudo escoger dos?
DeCurtis: Oh, sí. Creo que podrias hacer eso. Prácticamente haces lo que quieras.
Jackson: Probablemente lo haría. Voy a escoger tres, [Mis favoritas son] Unbreakable, Speechless y The Lost Children.

Sin embargo, algunos fanes y estudiosos de la carrera de Jackson la ven como una pieza clave que refleja su compromiso con las causas humanitarias, comparándola con Heal the World y Will You Be There. En 2019, varios críticos revisitaron la canción en el contexto del legado filantrópico de Jackson, destacando su relevancia en temas relacionados con la protección infantil.

## Impacto y legado
A pesar de su recepción mixta en su lanzamiento, The Lost Children ha crecido en relevancia entre los seguidores de Jackson, especialmente aquellos interesados en su trabajo humanitario. La canción es vista como un testimonio de su preocupación por los problemas de la infancia y su deseo de usar la música como vehículo de cambio.
Se ha convertido en un himno para varias campañas relacionadas con la protección de los niños desaparecidos, y su mensaje sigue resonando hoy en día, en una era donde la seguridad infantil sigue siendo un problema global.
En el contexto del activismo de Jackson, la canción complementa su catálogo filantrópico y sigue siendo relevante en las discusiones sobre los derechos de los niños.

## Personal
- Michael Jackson – voz principal, producción, coros
- David Foster – arreglos de cuerdas
- Bruce Swedien – ingeniero de grabación
- Brad Buxer – teclados, programación
- Andraé Crouch – dirección del coro infantil
- Paulinho Da Costa – percusión adicional
- Michael Durham Prince – ingeniero asistente
- Matt Forger – ingeniero asistente